# Merten (Eitorf)
Merten ist ein Ortsteil der Gemeinde Eitorf im Rhein-Sieg-Kreis im südlichen Nordrhein-Westfalen. Bis zum 1. Januar 1935 war Merten mit den umliegenden Ortschaften eine eigenständige Gemeinde im damaligen Siegkreis.

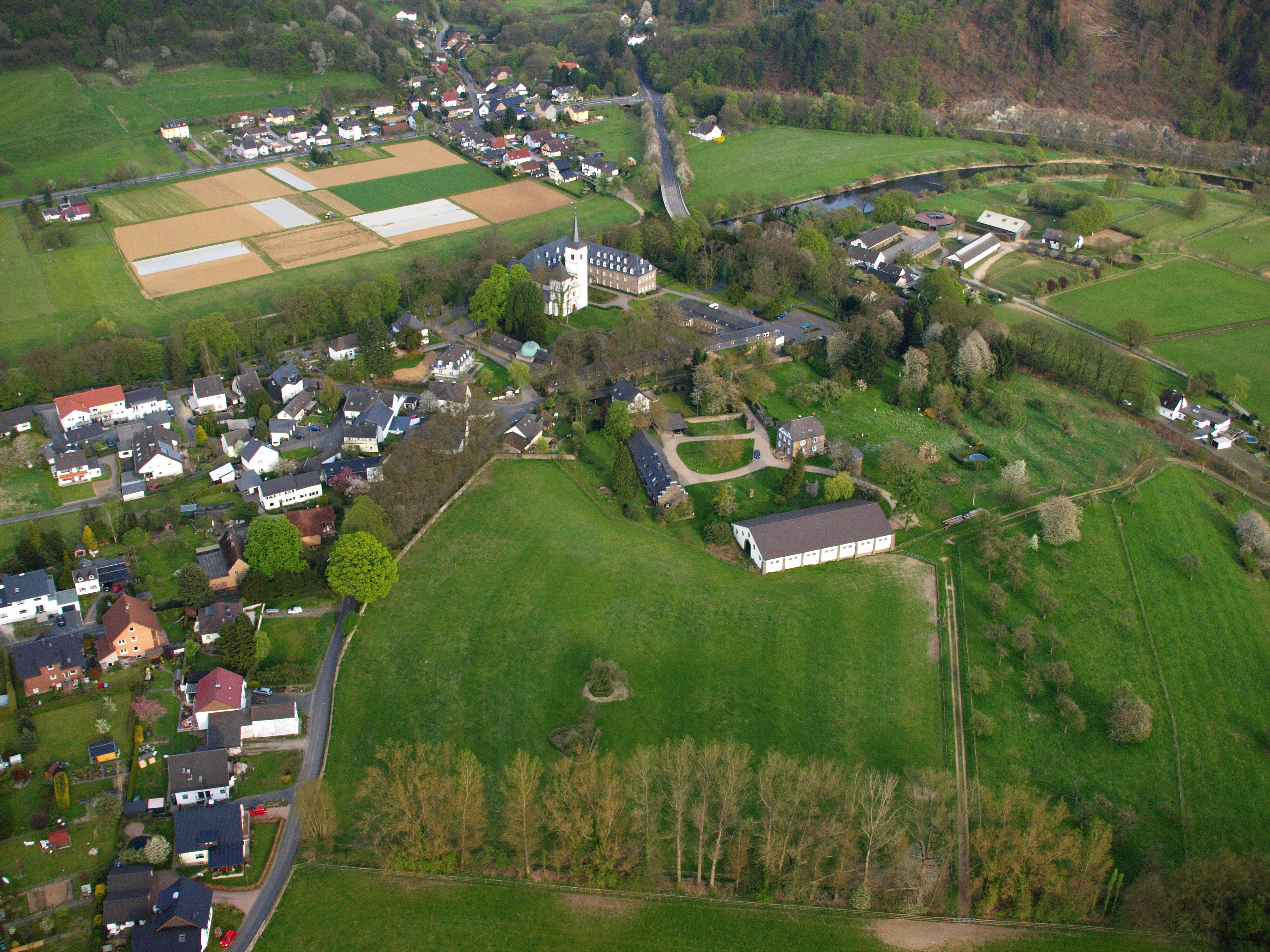
Merten mit dem Union-Gestüt

## Lage
Merten liegt nördlich der Sieg am Rand der Nutscheid. Nördlich liegt die Mertener Höhe. Nachbarorte sind im Osten Lützgenauel, im Süden Bach und im Westen Bülgenauel.

## Geschichte

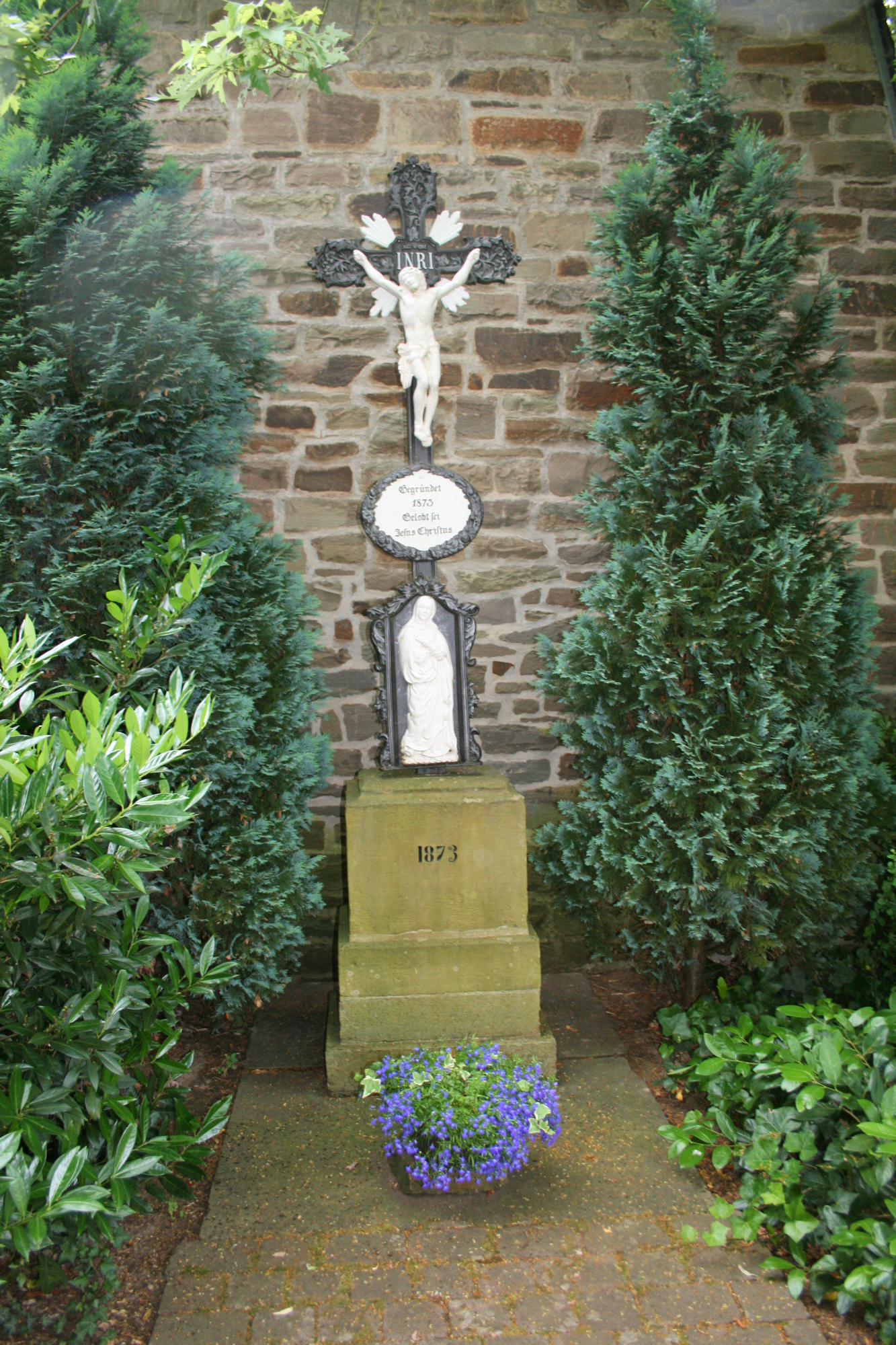
Das Kreuz am Kloster

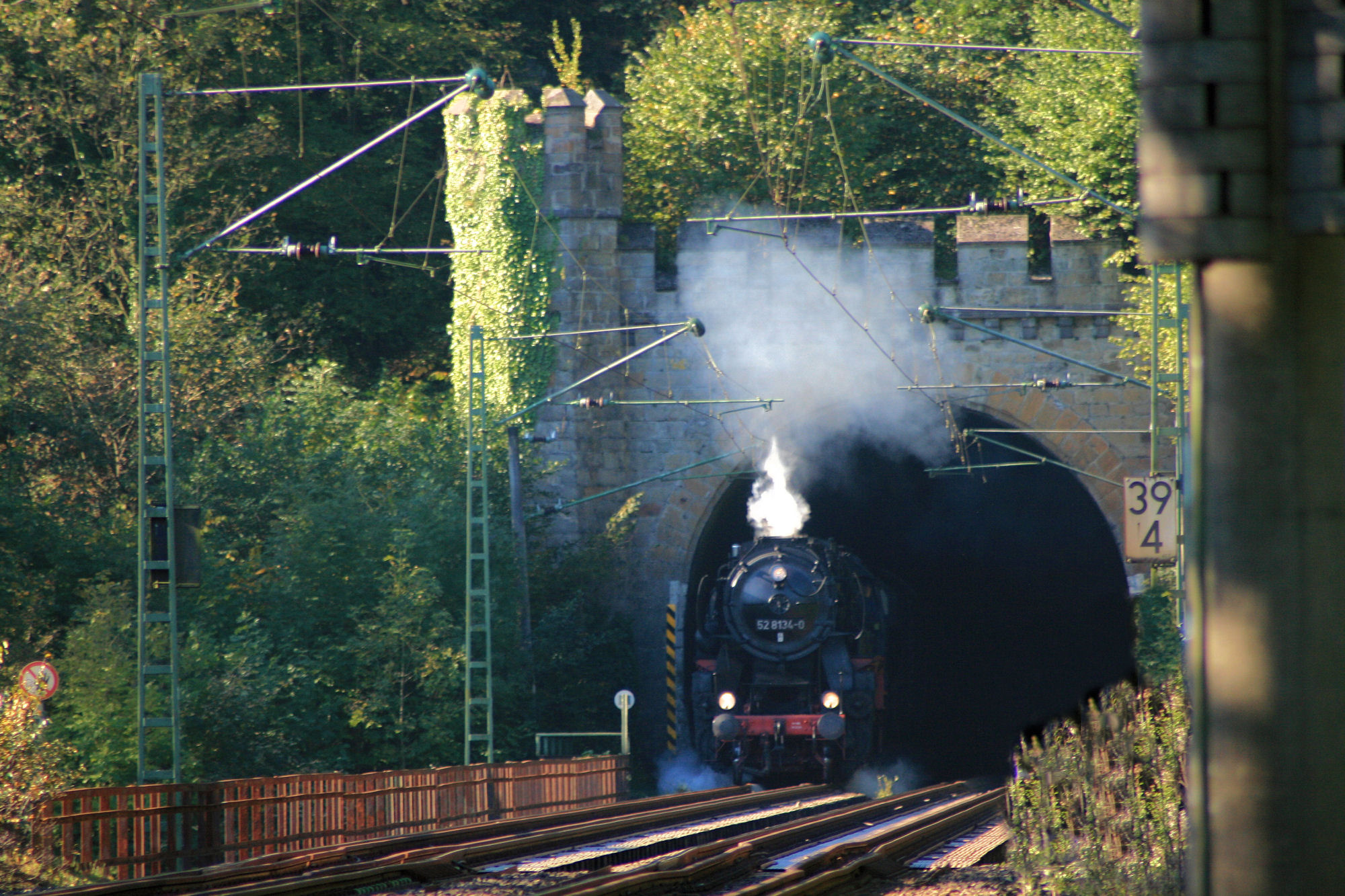
Das Ostportal des Eisenbahntunnels an der Mertener Hardt

### Mittelalterliche Gründung
Merten verfügt mit dem früheren Rittersitz Burg Merten und dem ehemaligen Kloster Merten (im Volksmund auch Schloss Merten), in dem heute am Ortseingang unter anderem ein Alten- und Pflegeheim untergebracht ist, über eine alte Geschichte. Die alte Burg, bei der wahrscheinlich auch das erste Kloster Merten stand, war vermutlich in Höhe des Eisenbahneinschnitts gelegen.

### Gemeinde Merten
Nachdem 1815 dem Königreich Preußen auf dem Wiener Kongress das Rheinland zugesprochen wurde, wurde Merten eine selbständige Gemeinde, die von der im Jahr 1816 neu geschaffenen Bürgermeisterei Eitorf im Kreis Uckerath verwaltet wurde. Der Kreis Uckerath wurde bereits 1820 aufgelöst und dem Kreis Siegburg (1825 umbenannt in Siegkreis) zugeordnet. Zum 1. Januar 1935 wurde die Gemeinde Merten zugunsten der Gemeinde Eitorf aufgelöst.
Im Jahr 1885 bestand die Gemeinde Merten aus 22 Ortschaften und Wohnplätzen, in 186 Wohngebäuden lebten 968 Einwohner. 955 der Einwohner waren katholisch und 13 evangelisch.
Die zu Merten gehörenden Ortschaften waren:
Bach, Balenbach, Bourauel, Bruch, Büsch, Driesch, Happach, Harmonie (teilweise), Hatzfeld, Heckerhof, Hohn, Jägeroth, Juckenbach, Leye, Lützgenauel, Merten, Schiefen, Schmelze (teilw.), Storch, Untenroth, Wassack (teilw.) und Weiden.
Die Gemeinde Merten hatte 1885 eine Gesamtfläche von 1.511 Hektar, davon waren 548 Hektar Ackerland, 88 Hektar Wiesen und 758 Hektar Wald.
Die Gemeinde Merten wurde zum 1. Januar 1935 in die Gemeinde Eitorf eingegliedert.
Merten hatte auch eine eigene Volksschule, die zuerst im säkularisierten Kloster Merten abgehalten wurde, später in einem Gebäude daneben.

### Einwohnerentwicklung
| Jahr | Einwohner |
| ---- | --------- |
| 1816 | 805       |
| 1843 | 1.050     |
| 1871 | 902       |
| 1905 | 1.208     |
| 1933 | 1.389     |

1925 waren in Merten 42 Haushalte verzeichnet, darunter der Rittergutsbesitzer Felix Graf von Nesselrode und Gutspächter Erich Köthe. Als Lehrer der hiesigen Schule ist Peter Blume erwähnt.

### Kriegsereignisse
Am 26. März 1945 wurde das südliche Gemeindegebiet den amerikanischen Besatzungstruppen überlassen. Die Brücken Merten, Bourauel, Kelters und mittags als letztes die Brücke bei Alzenbach wurden gesprengt. Die Alliierten standen auf dem Lindscheid und nahmen durch Tiefflieger- und Artilleriebeschuss fast alle Ortsteile unter Feuer. Das Schloss Merten brannte auch aus und stand jahrelang als Brandruine leer.

## Dorfleben
Merten war über viele Jahre hinweg eine eigene Kirchengemeinde mit eigenem Seelsorger, ist mit seiner Rektoratskirche St. Agnes spätestens seit Ende der 1980er Jahre aber der Pfarrgemeinde St. Patricius Eitorf angegliedert. Die seelsorgerische Arbeit wird mittlerweile vollständig von der Kirchengemeinde in Eitorf übernommen; bis Ende der 1990er Jahre war Merten noch ein eigener Subsidiar zugeteilt, der im örtlichen Pfarrhaus lebte und arbeitete. Merten hat einen eigenen Friedhof.
Im dörflichen Leben gibt es sowohl einen Kirchenchor (St. Agnes Merten) als auch einen mitgliederstarken Männergesangsverein. Darüber hinaus besteht der sog. Dorfverein sowie der vor vielen Jahren von einer Elterninitiative gegründete Kindergarten Mertener Schloßgespenster e. V. Erwähnenswert ist das große, in der Siegaue liegende Union-Gestüt, in welchem auch jährlich Treckertreffen mit hundert Fahrzeugen durchgeführt werden. Eine Gastronomie ist bis auf das Café in der Orangerie von Schloss Merten nicht mehr vorhanden.
Insbesondere für Fahrrad- und Wandertouristen lohnt sich ein Besuch in Merten, das mit dem ÖPNV, aber auch über den Natursteig Sieg sowie über Fahrradwege, sowohl aus Richtung Windeck als auch aus Richtung Hennef (Sieg), gut erreichbar ist.

## Verkehr
Verkehrstechnisch liegt Merten vermeintlich abgeschieden, ist über eine Siegbrücke aber weniger als 500 m von der Landesstraße 333 durch das Siegtal entfernt.
Im ÖPNV liegt Merten an der Siegstrecke der Deutschen Bahn und besitzt einen S-Bahn-Haltepunkt. Im Stundentakt verkehrt die S-Bahn-Linie 12 zwischen den Bahnhöfen Au (Sieg) und Düren, der Bahnhof Köln/Bonn Flughafen ist außerdem montags bis freitags mit der S-Bahn-Linie 19 angebunden. Die Fernverkehrsbahnhöfe Siegburg/Bonn sind in 15 und Köln Hauptbahnhof in gut 35 Minuten zu erreichen.
| Linie | Verlauf / Anmerkungen | Takt (Mo–Fr) |
| ----- | --- | ------------ |
| S 12  | Horrem – Frechen-Königsdorf – Köln-Weiden West – Köln-Lövenich – Köln-Müngersdorf Technologiepark – Köln-Ehrenfeld – Köln Hansaring – Köln Hbf – Köln Messe/Deutz – Köln Trimbornstraße – Köln Airport Businesspark – Köln Steinstraße – Porz (Rhein) – Porz-Wahn – Spich – Troisdorf – Siegburg/Bonn – Hennef (Sieg) – Hennef Im Siegbogen – Blankenberg (Sieg) – Merten (Sieg) – Eitorf – Herchen – Dattenfeld (Sieg) – Schladern (Sieg) – Rosbach (Sieg) – Au (Sieg) Stand: Fahrplanwechsel Dezember 2023                          | 60 min       |
| S 19  | Düren – Merzenich – Buir – Sindorf – Horrem – Frechen-Königsdorf – Köln-Weiden West – Köln-Lövenich – Köln-Müngersdorf Technologiepark – Köln-Ehrenfeld – Köln Hansaring – Köln Hbf – Köln Messe/Deutz – Köln Trimbornstraße – Köln Frankfurter Straße – Köln/Bonn Flughafen – Porz-Wahn – Spich – Troisdorf – Siegburg/Bonn – Hennef (Sieg) – Hennef Im Siegbogen – (Blankenberg (Sieg) /) Merten (Sieg) – Eitorf – Herchen – Dattenfeld (Sieg) – Schladern (Sieg) – Rosbach (Sieg) – Au (Sieg) Stand: Fahrplanwechsel Dezember 2023 | 60 min       |